# Rajgarh
Rajgarh là một thành phố và khu đô thị của quận Churu thuộc bang Rajasthan, Ấn Độ.

## Địa lý
Rajgarh có vị trí 26°18′B 74°37′Đ / 26,3°B 74,62°Đ Nó có độ cao trung bình là 479 mét (1571 feet).

## Nhân khẩu
Theo điều tra dân số năm 2001 của Ấn Độ, Rajgarh có dân số 48.057 người. Phái nam chiếm 52% tổng số dân và phái nữ chiếm 48%. Rajgarh có tỷ lệ 64% biết đọc biết viết, cao hơn tỷ lệ trung bình toàn quốc là 59,5%: tỷ lệ cho phái nam là 73%, và tỷ lệ cho phái nữ là 55%. Tại Rajgarh, 17% dân số nhỏ hơn 6 tuổi.